# L'Enfant (film, 2005)
Pour les articles homonymes, voir L'Enfant.
Pour plus de détails, voir Fiche technique et Distribution.
L'Enfant est un film belge de Jean-Pierre et Luc Dardenne, sorti en 2005, et ayant obtenu la Palme d'or du festival de Cannes 2005.

## Synopsis
En banlieue de Liège (Belgique), Sonia et Bruno parviennent à peine à joindre les deux bouts, vivant notamment des petites magouilles de ce dernier. Alors que Sonia sort tout juste de la maternité avec leur fils, Jimmy, Bruno vend son bébé à des trafiquants pour le marché noir. Face à la douleur de Sonia, il regrette son erreur et rachète l'enfant en rendant l'argent reçu. Mais après avoir été refoulé par Sonia, ses dettes et ses délits vont l'enfermer dans le désespoir, et le conduire tout droit en prison.

## Commentaires
Avec L'Enfant, les frères Dardenne remportent au Festival de Cannes leur seconde Palme d'or, reçue dans un contexte plus apaisé que pour celle obtenue six ans plus tôt avec Rosetta.

## Fiche technique
- Titre original : L'Enfant
- Réalisation : Jean-Pierre et Luc Dardenne
- Scénario : Jean-Pierre et Luc Dardenne
- Production : Jean-Pierre et Luc Dardenne, Denis Freyd
- Société de production : Les Films du Fleuve
- Photographie : Alain Marcoen
- Montage : Marie-Hélène Dozo
- Décors : Igor Gabriel
- Pays de production :  Belgique
- Format : couleur — 16 mm
- Genre : drame
- Durée : 95 minutes
- Dates de sortie :
  - France : 17 mai 2005 (Festival de Cannes) ; 19 octobre 2005 (en salles)
  - Belgique : 14 septembre 2005
  - Canada : 15 septembre 2005 (festival international du film de Toronto)

## Distribution
- Jérémie Renier : Bruno
- Déborah François : Sonia
- Jérémie Ségard : Steve
- Fabrizio Rongione : jeune bandit
- Olivier Gourmet : policier en civil
- Samuel De Ryck : Thomas, l'enfant dealer
- Stéphane Bissot : la receleuse
- Jean-Michel Balthazar : le barman
- Philippe Jeusette : le receleur show-room

## Tournage
Le film a été en bonne partie tourné en rive droite de la Meuse à Seraing, soit au niveau du quai lui-même soit en bordure de la route nationale 90, où se trouve le restaurant où est employé Bruno.

## Récompenses
- 2005 : Palme d'or au Festival de Cannes
- 2005 : Joseph Plateau Awards : Meilleur film, Meilleur réalisateur belge, Meilleur scénario, Meilleur acteur pour Jérémie Renier, Meilleure actrice pour Déborah François
- 2005 : Prix André-Cavens de l’Union de la critique de cinéma (UCC) pour le meilleur film belge